# Alloiomma
Alloiomma  este un gen dispărut de furnici care a aparținut cândva subfamiliei Dolichoderinae. A. changweiensis a fost prima specie dispărută descoperită de Zhang în 1989, iar o altă specie fosilă a fost descoperită în 1994, cunoscută sub numele de A.differentialis. Furnicile erau endemice pentru China.

## Specii
- Alloiomma changweiensis Zhang, 1989
- Alloiomma differentialis Zhang, Sun & Zhang, 1994